# Oring-Oring
Oring-Oring es un barangay del municipio filipino de primera categoría de Brooke's Point, situado en la provincia de Palawan, en MIMAROPA. Según el censo de 2020, tiene una población de 2231 habitantes.